# Società Sportiva Dilettantistica Pro Lissone
La Società Sportiva Pro Lissone, meglio conosciuta come Pro Lissone, è una società calcistica italiana con sede nella città di Lissone, nella provincia di Monza e Brianza.

## Storia

### I primi anni
Fondata nel 1901 dal monzese Davide Pessina, la Società Ginnastica Pro Lissone il 10 febbraio si affiliò alla Federazione Ginnastica Nazionale Italiana.
Costituita la sezione calcio nel 1906, fu solo nel 1910 che arrivò l'affiliazione alla FIGC. Partita dal campionato di Terza Categoria 1912-1913, dopo aver messo a posto il proprio campo sportivo, arrivò la stagione successiva in Promozione. Nella stagione 1914-1915 la formazione lissonese vinse il girone C lombardo di Promozione e si qualificò al girone finale lombardo. Nel girone finale però la squadra non riuscì ad raggiungere la seconda posizione e conquistare la promozione in Massima Serie.
Sotto la guida di "Papà Corino", la Pro Lissone rimase attiva durante il periodo di inattività ufficiale dovuto alla grande guerra allevando molti promettenti giovani. Alla ripresa si schierò subito ai nastri di partenza del campionato di Promozione lombardo, ma il passaggio alla categoria superiore sfuggì anche negli anni successivi per vari motivi.
Con la riforma dei campionati del 1922, la Pro Lissone fu inserita in Terza Divisione. In seguito a successive riforme dei campionati la Pro Lissone salì in Seconda Divisione e fu solo grazie alla rinuncia della Valenzana, che nella stagione 1929-1930 venne ammessa al campionato di Prima Divisione (l'equivalente della Serie C odierna). Al debutto in Prima Divisione, la Pro Lissone arrivò nona nel girone A che la obbligò a lunghissime trasferte in Toscana. Nella stagione successiva la Pro Lissone si rinforzò e i risultati non si fecero attendere: arrivò infatti terza nel girone C mancando di due punti le finali per la promozione in Serie B.
Negli anni successivi la squadra pur giocando campionati tranquilli non riuscì mai a ottenere l'ambita promozione in Serie B: arrivò 5ª nella stagione 1931-1932, 5ª in quella successiva (3ª se non si considerano le squadre riserve di quelle di Serie A che non avevano il diritto alla promozione) e 4ª nella 1933-1934 (2ª se non si considerano le squadre riserve di quelle di Serie A) sfiorò la qualificazione alle finali per la promozione mancandola di un punto.

### La crisi
Nella stagione 1934-1935 la FIGC decise di creare la Serie C: si sarebbero qualificate al primo campionato di C le prime sei classificate di ogni girone di Prima Divisione mentre le altre sarebbero state retrocesse in Prima Divisione regionale. La Pro Lissone andò incontro a difficoltà economiche e dovette, in occasione della partita interna col Fanfulla, rinunciare alla gara non avendo soldi per pagare l'indennizzo federale per la trasferta ai lodigiani. Le ripercussioni furono molto gravi; l'intero Consiglio Direttivo fu commissariato ed in mancanza di fondi sufficienti il nuovo Commissario non fu in grado di fare fronte ai costi per l'iscrizione alla stagione successiva per essere riammessi e quindi dovette iscriversi ai campionati regionali lombardi.

### La rifondazione
La S.G. Pro Lissone, malgrado la pessima situazione finanziaria e la forzata partenza di molti atleti per la guerra d'Etiopia, continuò l'attività sportiva fino alla stagione 1936-1937. Azzerati ancora una volta i quadri dirigenziali si riparte dal campionato S.P. monzese di seconda Categoria 1938-1939 con la nuova denominazione A.C. Lissone ed un nuovo affiatato gruppo di giovani che nel giro di 2 stagioni riportò la società in Serie C.

### In Serie C

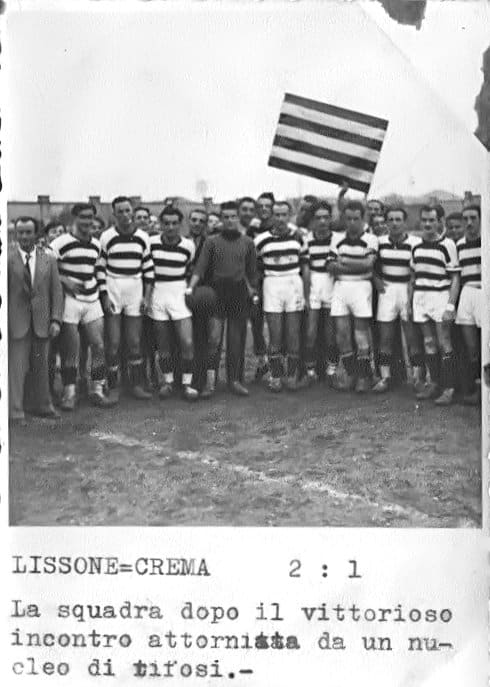
Lissone Crema 2-1 dell'8 novembre 1942

Ritornò in Serie C al termine della stagione 1940-41. Nella stagione 1941-1942 ottiene un mediocre 11º posto nel Girone C e in quella successiva un 10º posto sempre nel girone C. Ripreso il campionato dopo la sospensione a causa della seconda guerra mondiale nel 1945 e ritornata alla vecchia denominazione, la Pro Lissone si rinforzò e pur non riuscendo mai a raggiungere la promozione in Serie B si dimostrò una delle migliori in C: nel 1946-1947 arrivò 2ª dietro il Monza nel girone E della Lega Interregionale Nord e nella stagione 1947-1948 confermò il 2º posto nel proprio girone. Paradossalmente proprio nella stagione in cui arrivò 2ª rischiò di retrocedere: infatti la FIGC per diminuire il numero di squadre partecipanti alla Serie C (ben 2887) decise che la maggioranza delle squadre di ogni girone sarebbe retrocessa; nel girone della Pro Lissone solo la prima si doveva salvare, ma poi i posti divennero due in seguito al Caso Napoli. Mantenendo tre punti di distacco sulla terza, la Vis Nova di Giussano, la Pro Lissone riuscì a salvarsi.
Nella stagione 1948-1949 la Pro Lissone deluse le aspettative con un mediocre 14º posto nel girone A. Andò molto peggio nella stagione successiva con un pessimo 18º posto e conseguente retrocessione in Promozione (attuale Serie D). La militanza in quarta serie durò però solo una stagione; infatti, vincendo il girone D, ottennero la promozione in C. Una riforma dei campionati danneggiò però i lissonesi: infatti la FIGC decise che la Serie C a partire dalla stagione 1952-1953 sarebbe stata a girone unico: di conseguenza solo le prime tre di ogni girone più le due migliori quarte sarebbero rimaste in C. La Pro Lissone nonostante un buon 7º posto fu retrocessa così in IV Serie.

### Tra i dilettanti
La prima stagione in IV Serie si concluse con un mediocre 8º posto. La squadra peggiorò nella stagione successiva: solo 11ª. La retrocessione sembrava nell'aria e la stagione successiva i lombardi la sfiorarono salvandosi solo per un punto sulla retrocessa Magenta. La retrocessione avvenne nella stagione successiva: i lissonesi si classificarono diciassettesimi nel girone B retrocedendo così in Promozione regionale.
La società era ormai in crisi e al termine della stagione 1956-1957 retrocedette addirittura in Prima Divisione. Nel 1966 la società lombarda si risollevò dalla crisi che l'aveva portata dalla Serie C alle serie minori a livello regionale con l'acquisto della società da parte di Alfredo Mazzi. Nel 1971 la società venne insignita della medaglia d'oro al merito sportivo e undici anni dopo vinse finalmente il campionato di Prima Categoria tornando finalmente in Promozione. Nella prima stagione dopo tanto tempo in Promozione la Pro Lissone si rivelò tra le migliori squadre del proprio girone con un ottimo terzo posto. Nella stagione successiva la Pro Lissone ottenne l'ammissione in Interregionale per delibera della Lega Nazionale Dilettanti, dopo aver ottenuto il 1º posto nel girone A lombardo di Promozione e nonostante avesse perso gli spareggi di promozione contro Intim Helen Telgate, Orceana e Castanese B.P.M.
Nella prima stagione dopo oltre trent'anni in Serie D la società ottenne un discreto sesto posto. La stagione successiva fu però disastrosa e la squadra scese di nuovo in Promozione. Dopo un solo anno ritornò in Serie D dopo un lungo duello per la testa della classifica con la Caratese. Dalla stagione 1987-1988 al 1993-1994 la Pro Lissone restò per sette anni consecutivi in Serie D, sfiorando la promozione in Serie C2 nella stagione 1988-1989 (perse per 1-0 a Crema lo spareggio promozione contro la Solbiatese).
Nella stagione 1993-1994 la Pro Lissone retrocedette in Eccellenza. Nonostante in questa serie arrivasse regolarmente tra le prime cinque, la società lombarda tornò in Serie D solo al termine della stagione 1999-2000 grazie a un provvidenziale ripescaggio. Negli ultimi anni è stata però retrocessa in Eccellenza, per poi retrocedere in Promozione. Nella sua prima stagione in Promozione la Pro Lissone si è salvata all'ultima giornata, evitando i play-out; nel 2009-2010 la Pro si posiziona a metà classifica arrivando 9ª; nella stagione successiva migliora la sua classifica arrivando 7ª, molto lontana dall'Arcene (2ª con 75 punti). Ancora così la stagione successiva, ma a 5 punti di distanza dal Desio secondo, arriva quinta nel 2012-2013, mentre nel 2013-2014 finalmente conquista i play-off per l'accesso in Eccellenza 2014-2015. La gara contro il Cinisello finisce 2-2 e dato che la squadra brianzola si era meglio posizionata durante la stagione regolare, accede alla finale. Nella stagione successiva arriva nuovamente a metà classifica, posizionandosi 7ª. Nella stagione sportiva 2015-2016 la presidenza viene assunta da Fabrizio Valerin, che conferma in panchina Danilo Battistini. Ricco l'organico allestito, composto da giocatori talentuosi quali Niccolò Villa e Andrea Moleri. La squadra bianco-blu arriva 5ª in campionato e accede ai play-off venendo sconfitta per 2-1 dall'Arcellasco in semifinale.
La stagione 2016-2017 si rivela avara di soddisfazione per i biancoblù che chiudono all'11º posto il girone B, faticando e non poco ad ottenere la salvezza.
Quella del 2017-2018 invece, vede i biancoblu retrocedere in Prima Categoria dopo 36 anni d'assenza concludendo il campionato all'ultimo posto con soli 24 punti, la partenza però non fu una delle peggiori: infatti al termine della 5ª giornata i brianzoli si trovavano al secondo posto ad un punto dalla capolista.
Nuova retrocessione del 2021-2022 in Seconda Categoria dopo aver perso i Play-out, ma tramite la fusione con la SSD Barzago riesce a riacquisire la categoria.
A causa della non idoneità del campo storico di via Dante, per la prima volta nella sua storia gioca le ultime partite della stagione 2022-2023 lontano dallo storico impianto Lissonese, nello specifico al campo sportivo di Verano Brianza.

## Altri sport
La Società Ginnastica Pro Lissone partecipò anche al campionato della Federazione Italiana Basket-Ball nei primi anni venti. Nel 1920 prese parte al Concorso ginnastico di Venezia. Nel 1922 fu inserita nel girone A con Costanza, Inter e Pavese.

## Palmarès

### Competizioni regionali
- Promozione: 3

1950-1951 (girone D), 1983-1984 (girone A), 1986-1987 (girone B)
- Prima Categoria: 1                      1972-1973
- Champions  League: 1                 2025-2026

### Altri piazzamenti
- Serie C:

Secondo posto: 1946-1947 (girone E), 1947-1948 (girone E)
- Prima Divisione:

Terzo posto: 1930-1931 (girone C), 1939-1940 (girone B, Lombardia)
- Campionato Interregionale:

Secondo posto: 1988-1989 (girone B)
- Eccellenza:

Secondo posto: 1999-2000 (girone B)
Terzo posto: 1994-1995 (girone C), 1997-1998 (girone A)
- Promozione:

Secondo posto: 1956-1957 (girone B)
Terzo posto: 1982-1983 (girone A)
- Prima Categoria:

Terzo posto: 1961-1962 (girone B), 1966-1967 (girone B)